# KFC Verbroedering Geel
A Koninklijke Football Club Verbroedering Geel egy megszűnt belga labdarúgócsapat Geel városából. A csapat az 1999-2000-es szezonban szerepelt a belga élvonalban.

## Sikerek
Belga labdarúgó-bajnokság (másodosztály)
- Bajnok: 1998-99

### Híres játékosok
- Bart Goor
- Bruno Versavel
- Filip De Wilde
- Vedran Pelic
- Sam Abouo
- Assan Jatta
- Gudmundur Benediktsson
- Patrice Noukeu
- Eddy Bembuana-Keve
- Fehér Csaba
- Ferenczi István
- Lendvai Miklós
- Pető Zoltán
- Preisinger Sándor
- Ibrahim Tankary
- Ibrahima Thiam
- Aleksandar Rodić